# Международен ден на жената
Международният ден на жената е ден за международно признание на икономическите, политическите и обществените постижения на жените. Празнува се всяка година на 8 март. Календарната дата се свързва с първата масова проява на жени-работнички, състояла се на 8 март 1857 г. в Ню Йорк. Това е важно събитие за борещите се за права на жените в Западна Европа и САЩ през годините на Студената война.

Започнал само като политическо събитие за социалистите, празникът постепенно става част от културата на много страни. В някои от тях той губи политическата си окраска и става просто повод за мъжете да изразят своята симпатия и вниманието си към жените около тях – нещо като комбинация от западните празници Ден на майката и Свети Валентин, донякъде сходна и с Деня на детето, Денят на бащата и Международния ден на мъжа. В други страни темата за политическите и човешките права на жените, отстоявани от ООН, е силно застъпена, а на борбата за признаване на тези права на жените по света се гледа отговорно и с надежда. В България денят се празнува и като Ден на майката, въпреки че според някои българи Благовещение (25 март) е християнският празник на майката и жената.

## История
Идеята за създаване на международен ден на жената се появява след бурната индустриализация и икономическа експанзия в началото на 20 век, която поражда протести за подобряване условията на труд. Самото събитие, което е в основата на празника обаче датира още от XIX век.
През 1857 г., при пожар във фабрика за дрехи в Ню Йорк, загиват повече от 150 работнички. Особено смъртоносният инцидент се приписва на липсата на мерки за сигурност. Жените от шивашки и текстилни предприятия излизат на протест против лошите условия на труд и ниските заплати. Протестиращите са атакувани и разпръснати от полицията. Две години по-късно, в същия месец, тези жени създават своя първи работнически синдикат. В следващите години има и други протести, най-известният от които е през 1908 г., когато жените организират шествие през Ню Йорк с искания за по-кратък работен ден, по-добро заплащане и право на гласуване. Първият Ден на жената е отбелязан на 23 февруари 1909 г. в САЩ по инициатива на Американската социалистическа партия. 
На 27 август 1910 г. в Копенхаген се провежда първата международна конференция на жените, организирана от Социалистическия интернационал. По предложение на германската социалистка Клара Цеткин се приема следното решение: Всяка година в една от първите недели на пролетта да се празнува денят на работничките и на международната им солидарност, с цел да се мобилизират широките женски трудови маси за борба за равноправие с мъжете във всички обществени сфери на живота. На следващата година, Международният ден на жената е отбелязан от повече от един милион хора в Австрия, Дания, Германия и Швейцария, а през 1913 г. във Франция и Русия. На Запад Международния ден на жената се отбелязва през 10-те и 20-те години на XX век, но постепенно замира. Той се подновява със зараждащия се феминизъм през 1960-те.
В България Осми март първоначално се отбелязва с беседи в тесен кръг на социалисти през 1911 г., а през 1915 г. е първото публично честване. Като общобългарски празник Осми март започва да се празнува след 9 септември 1944 г. (тоест след Деветосептемврийския преврат). Отначало по предприятия, заводи, учреждения се правят събрания, на които се отчита приносът на жените в производството, културата, науката и обществения живот. След 1960 г. честването взема особено широки размери и става любим празник на жените от всички възрасти, като Ден на жената и на майката.
Демонстрациите на жените в Русия се смятат за първия етап на Руската революция от 1917 г. На 8 март, през същата година работничките от Петроград (Санкт Петербург) излизат на демонстрация срещу глада, войната и царизма. След Октомврийската революция в Русия, от името на българските участнички във Втората международна конференция на жените-комунистки през 1920 г. в Москва Ана Маймункова препоръчва Осми март за Международен ден на жената. През 1965 г. 8 март е обявен официално за неработен ден и празник на жената в СССР. И днес денят е неработен в Русия и други страни членували в Съветски съюз – Беларус, Молдова, Казахстан, Киргизстан, Таджикистан, Украйна, както и в Северна Македония и Монголия.
През 1975 г., по време на Международната година на жената, Организацията на обединените нации започва да празнува 8 март като празник на ООН – Ден на жената. Две години по-късно, през декември 1977 г., Общото събрание на ООН приема специална резолюция, с която провъзгласява 8 март за Международен ден на жената, който да се отбелязва всека година от държавите-членки, в съответствие с техните исторически и национални традиции. През 2017 г. ООН отбелязва празника под мотото „Жените в променящата се работна среда: Планетата 50 на 50 до 2030 г.“

## Денят на жената в съвременната култура
Осми март е официален празник в:
- следните европейски страни: Беларус,[5] Грузия,[6], Северна Македония, Русия,[7] Украйна,[7] Молдова,[8];
- следните азиатски страни: Афганистан,[7] Азербайджан,[9] Камбоджа,[10] Китай,[11]Таджикистан,[7] Туркменистан,[7] Виетнам,[12] Узбекистан,[13] Киргизстан,[14] Лаос,[15] Казахстан,[16]Непал (само за жени),[7] Монголия,[17]
- следните африкански страни: Ангола,[18] Буркина Фасо, Гвинея Бисау,[7] Еритрея,[7] Мадагаскар,[19] Уганда,[7] и Замбия[20].
- следните американски страни: Куба[21]

В някои държави като Камерун, Хърватия, Румъния, Черна гора, Босна и Херцеговина, Сърбия, България и Чили денят не е официален празник, но въпреки това се чества. На този ден мъжете подаряват цветя на жените в техния живот – приятелки, майки, съпруги, гаджета, сестри, колеги и т.н. В училище децата често подаряват цветя на учителките си. В съвременността женски групи организират многобройни събития по света. Глобалната женска организация „Аврора“, поддържа свободен регистър в Интернет, на който се отбелязват различните събития (www.internationalwomensday.com).

## Теми на ООН по повод Международния ден на жената през годините
| Година | Тема                                                                                       |
| ------ | ------------------------------------------------------------------------------------------ |
| 1996   | Честваме миналото, правим планове за бъдещето                                              |
| 1997   | Жените на масата на мира                                                                   |
| 1998   | Жените и правата на човека                                                                 |
| 1999   | Свят без насилие срещу жените                                                              |
| 2000   | Жени, обединени за мир                                                                     |
| 2001   | Жени и мир: Жени, които управляват конфликти                                               |
| 2002   | Афганистанските жени днес: реалности и възможности                                         |
| 2003   | Равенство между половете и Целите на хилядолетието за развитие                             |
| 2004   | Жените и ХИВ/СПИН                                                                          |
| 2005   | Равенство между половете след 2005 г.; Изграждане на по-сигурно бъдеще                     |
| 2006   | Жените във вземането на решения                                                            |
| 2007   | Прекратяване на безнаказаността за насилието срещу жени и момичета                         |
| 2008   | Инвестиране в жени и момичета                                                              |
| 2009   | Жени и мъже, обединени за прекратяване на насилието срещу жени и момичета                  |
| 2010   | Равни права, равни възможности: напредък за всички                                         |
| 2011   | Равен достъп до образование, обучение и наука и технологии: път към достоен труд за жените |
| 2012   | Овластяване на жените в селските райони, прекратяване на бедността и глада                 |
| 2013   | Обещанието е обещание: Време е за действие за прекратяване на насилието срещу жени         |
| 2014   | Равенството за жените е напредък за всички                                                 |
| 2015   | Овластяване на жените, овластяване на човечеството: Представете си!                        |
| 2016   | Планета 50 – 50 до 2030 г.: Да направим стъпката към равенство между половете              |
| 2017   | Жените в променящия се свят на работата: Планета 50 – 50 до 2030 г                         |
| 2018   | Времето е сега: Селски и градски активисти трансформират живота на жените                  |
| 2019   | Мислим равнопоставено, изграждаме интелигентно, правим нововъведения за промяна            |
| 2020   | „Аз съм Поколение Равенство: Осъществяване на правата на жените“                           |
| 2021   | Жени в лидерството: Постигане на бъдеще на равнопоставеност в свят на COVID-19             |
| 2022   | Равенството между половете днес за устойчивост утре                                        |

## Други
На Осми март е наречена улица в квартал „Надежда II“ в София (Карта).